# Espai / Temps
Espai / Temps és una escultura de Josep Maria Subirachs situada al porxo de l'edifici Mercuri, a la cantonada del carrer de Marià Cubí amb la plaça de Gal·la Placídia, al barri de Sant Gervasi-Galvany de Barcelona.
A l'edifici, acabat el 1967, dissenyat per l'arquitecte Jordi Mir i Valls, se li va incorporar el porxo per permetre l'accés a l'estació subterrània del tren de Sarrià (ara Ferrocarrils de la Generalitat, integrats a la xarxa de metro, estació de Gràcia). L'escultura es col·locà en un repeu al costat de la boca del metro.
L'escultura és de bronze sobre base aplacada de travertí. Està formada per setze estructures cúbiques separades, de 3,35 metres d'alçada total, que representen una figura femenina en negatiu, de set caps i mig d'alçada (entre els set caps d'alçada preconitzats pel Dorífor de Policlet, i els vuit de l'Apoxiomen de Lisip). La forma circular que correspon al cap de la figura femenina és un rellotge que va marcant el pas del temps. També s'hi representen tota una sèrie de números, lletres i signes, la missió dels quals és assenyalar l'existència de múltiples elements que serveixen a l'ésser humà per mesurar tant el temps com l'espai.
El caràcter clàssic de l'escultura remet a determinades obres de l'antiguitat grecoromana. D'aquesta manera s'estableix un vincle peculiar entre l'obra escultòrica i el lloc on està ubicada, la plaça Gal·la Placídia.
El 2020, durant les obres de transformació de l'edifici Mercuri en pisos de luxe, es va enretirar temporalment l'escultura, així com el mural de mosaic de Subirachs al vestíbul del metro, que van ser retornats en finalitzar les obres.

## Galeria

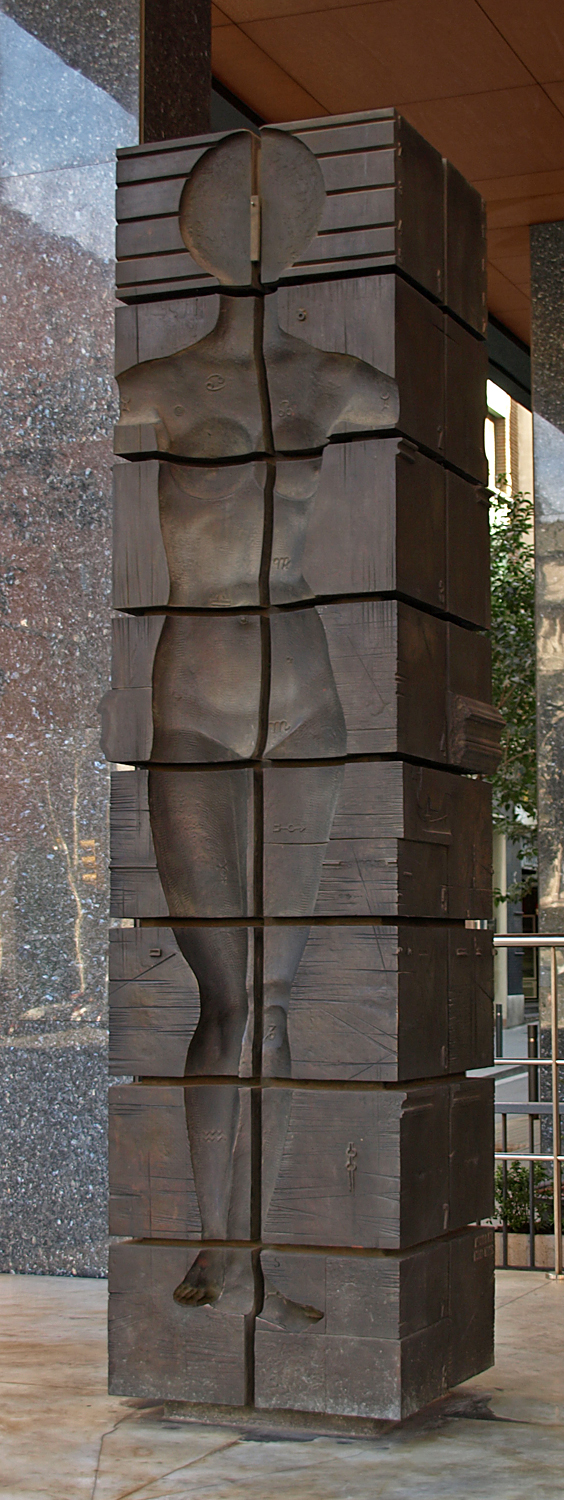
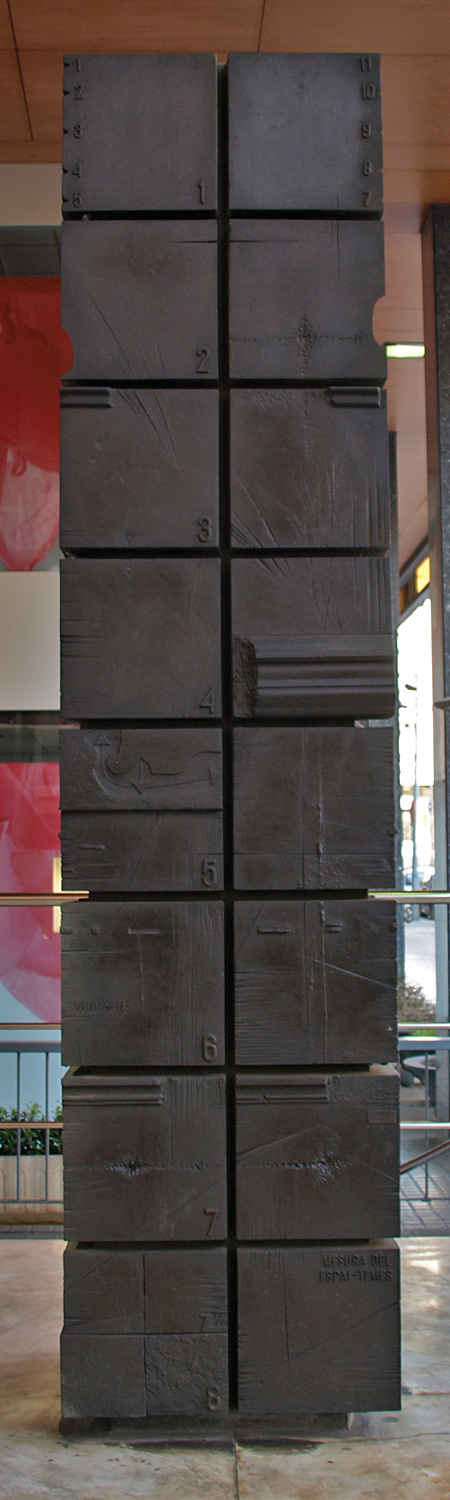
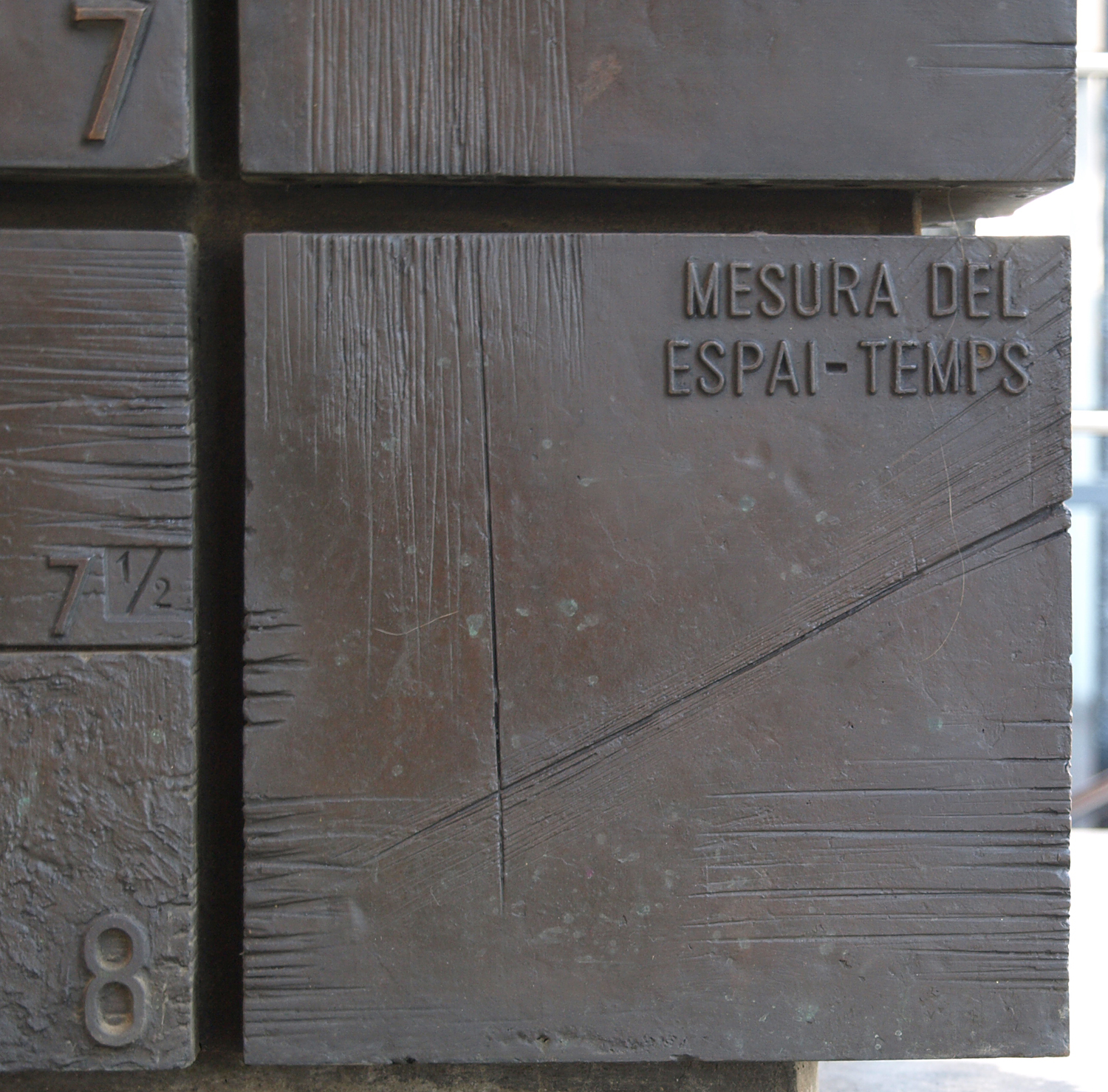
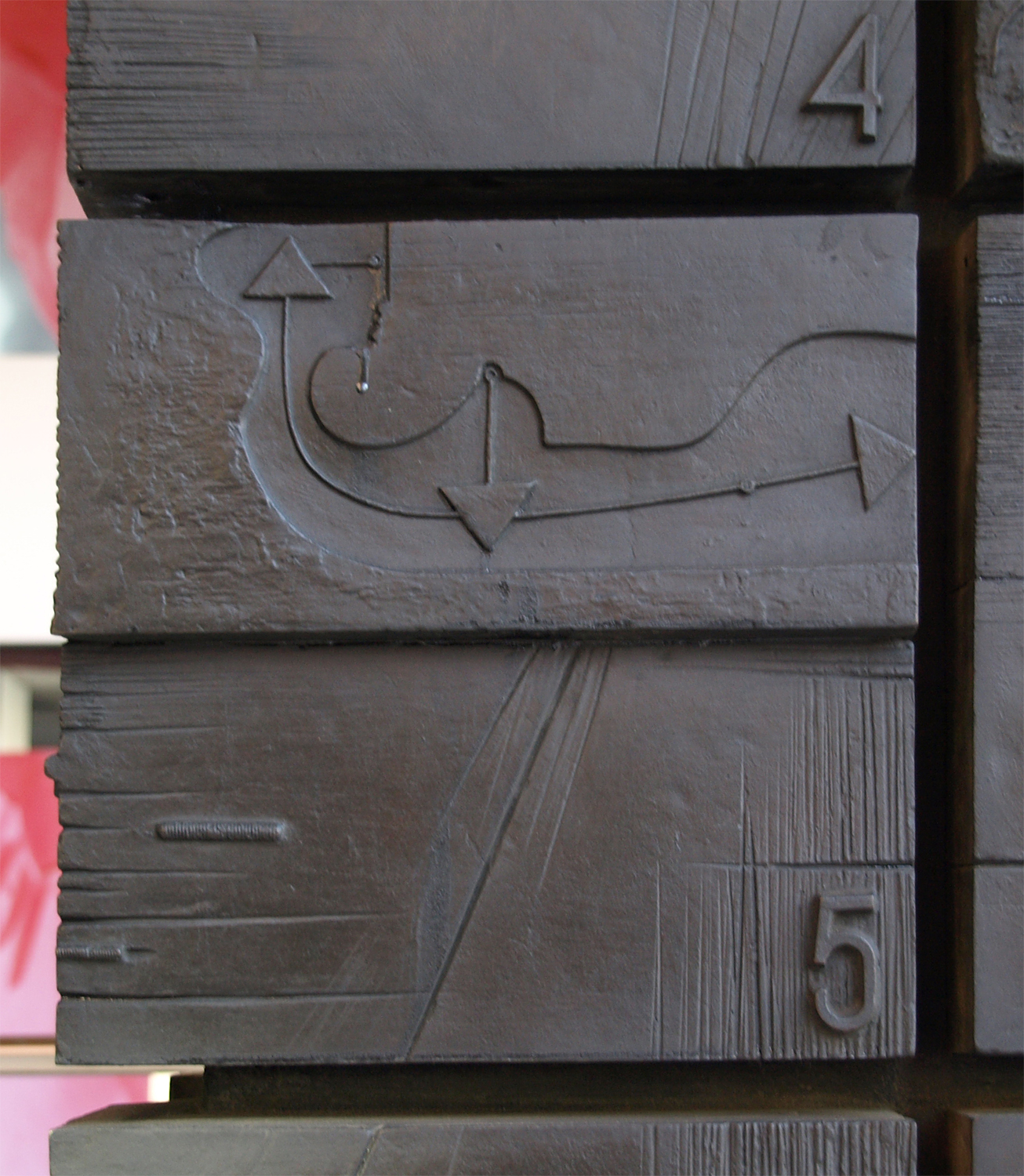
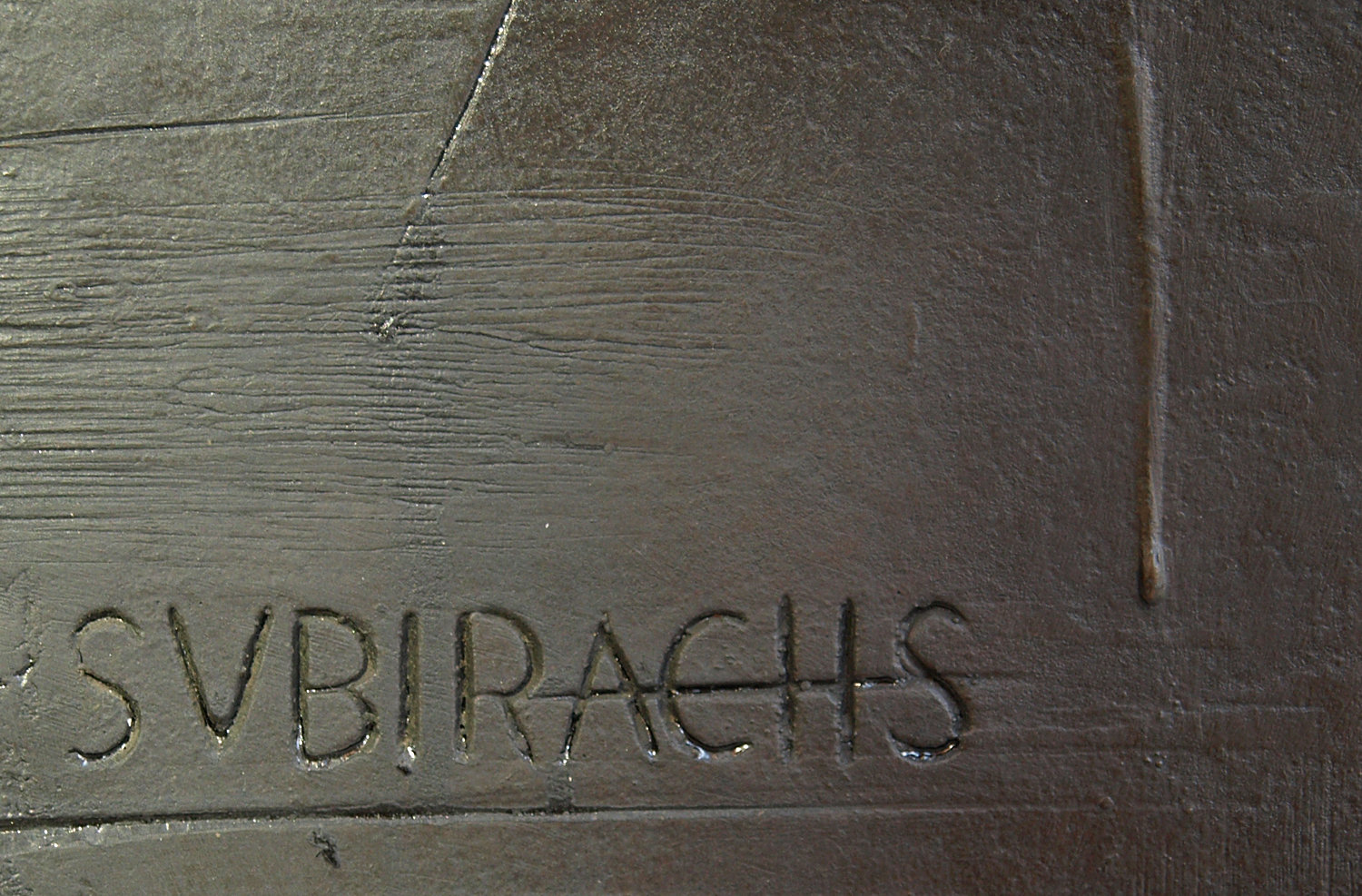